# 施堯章
施堯章（?—?），雲南省昆明縣人，清朝政治人物、進士出身。
光緒三十年，會試第65名；殿試登進士二甲59名，以主事分部學習。后進入日本法政大學速成班第五科。